# ITV1
ITV1 (Independent Television – Niezależna Telewizja) – najpopularniejszy kanał telewizji komercyjnej w Wielkiej Brytanii, działający formalnie jako sieć dwunastu regionalnych kanałów z Anglii, Walii i Wysp Normandzkich, z których jedenaście należy do ITV plc, a dwunasty do blisko powiązanej z nią spółki Channel Television. W praktyce wszystkie nadają identyczny program (z wyjątkiem regionalnych serwisów informacyjnych) co sprawia, iż z perspektywy widza ITV jest jednym kanałem.

## Historia
W 1954 brytyjski parlament, chcąc przełamać monopol BBC na rynku telewizyjnym, przyjął ustawę o telewizji (Television Act), tworzącą sieć dwunastu (później liczba ta zwiększyła się do piętnastu) regionalnych nadawców telewizyjnych, wyłanianych w przetargach koncesyjnych i działających na zasadach komercyjnych. Sieć ta otrzymała nazwę ITV. Stacje sieci blisko ze sobą współpracowały, zwłaszcza na gruncie programowym, lecz stanowiły zupełnie odrębne podmioty, z własnymi markami i strukturą właścicielską. W 1989 rozpoczął się proces konsolidacji stacji, w ramach którego wprowadzono wspólne logo ITV oraz coraz bardziej ujednolicano ramówkę, tworząc de facto jeden kanał. 11 sierpnia 2001 kanał ten przyjął nazwę ITV1. W 2013 powrócono do historycznej nazwy ITV, by po 9 latach ponownie identyfikować stację jako ITV1.

## Ważniejsze programy

### Programy informacyjne, publicystyka i magazyny reporterów
- ITV News
- Sport
- ITV Lunchtime News
- Tonight
- On Assignment
- Exposure
- The Agenda with Tom Bradby

### Telewizja śniadaniowa
- Good Morning Britain
- Lorraine
- This Morning

### Seriale
- Emmerdale – Emmerdale
- Coronation Street – Coronation Street
- Benidorm
- Birds of a Feather
- Cold Feet
- Lewis
- Doc Martin – Doktor Martin

### Talk-show
- The Jonathan Ross Show
- The Jeremy Kyle Show
- The Nightly Show

### Teleturnieje
- Who Wants to Be a Millionaire? – Milionerzy
- Who's Doing the Dishes?
- Tipping Point
- The Chase
- Big Star's Little Star
- Catchphrase – O co chodzi?
- The Cube
- Family Fortunes – Familiada
- Ninja Warrior UK

### Reality show
- I'm a Celebrity… Get Me Out of Here!

### Talent show
- Little Big Shots
- The X Factor – X Factor
- Britain’s Got Talent – Mam talent!
- Dance Dance Dance
- The Voice UK (od 2017; przejęte od BBC One) – The Voice

### Programy rozrywkowe
- Loose Women
- Jeremy Kyle's Emergency Room
- Judge Rinder
- Dickinson's Real Deal
- Secret Dealers
- All Star Mr & Mrs
- Love Your Garden
- You've Been Framed!
- Take Me Out
- Surprise Surprise
- Ant & Dec's Saturday Night Takeaway
- Through the Keyhole

### Programy dokumentalne
- Paul O’Grady: For the Love of Dogs
- Gino's Italian Escape